# ジュゼッペ・ファリーナ
エミリオ・ジュゼッペ・ファリーナ（Emilio Giuseppe Farina, 1906年10月30日 - 1966年6月30日）は、イタリア・トリノ出身のレーシング・ドライバー。1950年に創始されたF1世界選手権の初代チャンピオンでもある。博士号を持つことから、ドクター・ファリーナの異名を取った。また、ニーノの愛称もある。

## 人物紹介
トリノでカロッツェリア・スタビリメンティ・ファリーナを経営するジョヴァンニ・ファリーナの息子として生まれる。叔父のバッティスタ・ファリーナはピニンファリーナの創始者である。
10歳のときにモータースポーツの魅力に取りつかれ、1921年に15歳にして自らレースに参加するようになった。その後法学の博士などを経て、1930年のヒルクライムで本格的なキャリアをスタート。しかし、そのレースではクラッシュにより骨折している。
出鼻を挫かれる形となったファリーナだが、その後は順調にキャリアを重ね、1938年頃にはアルファロメオのエースとなっていた。1940年にリビアで行われたトリポリGPで勝利後、第二次世界大戦の激化により一時レースが中断となるも、戦後は再び第一線で活躍。1948年には、モナコGPも制している。

### F1
1950年に始まったF1世界選手権において、開幕戦のイギリスGPでポールポジションを獲得し、レースでも優勝。ポールトゥーウィンを達成し、創設初戦における、それぞれの初代1位獲得者として名を刻んだ。この年3勝を挙げ、ファン・マヌエル・ファンジオやルイジ・ファジオーリに競り勝ち、初代ワールドチャンピオンとなった。
1951年はチームメイトの1人だったファンジオがシーズンを圧巻し、ファリーナは1勝に終わる。またこの年をもってアルファロメオが撤退したため、以降フェラーリを駆ることになる。この際、アルベルト・アスカーリのセカンドドライバーとしての契約となったが、この立場に甘んじることに不満を抱いていた。1953年以降は勝利から遠ざかったこともあって、1955年半ばにF1から引退した。

### スポーツカー
F1でフェラーリをドライブしていた頃、スポーツカーレースにもフェラーリから参戦。1953年ニュルブルクリンク1000kmレース、1954年ブレノスアイレス1000kmレースで勝利を収めた。

### F1後
F1引退後、1956年にはインディ500に挑戦するが、予選落ちに終わる。これをもって本格的なキャリアは終わりを告げるが、細々とはレース活動を続けた。
ファリーナはアルファロメオとジャガーの販売に携わるようになり、後にピニンファリーナの工場でアシスタントを務めた。
1966年6月30日、F1フランスGPへ向かう途中、ファリーナはエギュベル近郊のサヴォイ・アルプスでロータス・コルティナのコントロールを失い、電信柱に衝突し即死した。彼はレースを観戦するためと、映画『グランプリ』で元世界チャンピオンを演じたフランス人俳優イブ・モンタンのアドバイザー兼運転手として撮影に参加するための両方に向かう途中だった。

## エピソード
- そのドライビングポジションは当時としては独特だった。他の多くのドライバーがハンドルを抱えるように持っていたのに対し、ファリーナは上体を後ろに反らし、腕を伸ばした形でハンドルを握る「レイ・バック」と呼ばれるスタイルで、現在に近いものであった。
- 熱血型の性格だったといわれる。1947年、ピアチェンツァのレースにフェラーリで参加した際には、マシンの不調からマシンを交換するようチームに要求するも、聞き入れられなかった。憤慨したファリーナは、レース前にサーキットから姿を消してしまい、戻って来なかった。
- 激しいドライビングスタイルだった。エンツォ・フェラーリは、「アクセルを踏み続けることを恐れない勇気あるレーサーだったが、スタート時はクラッシュを起こすのではないかと気を揉んだ」、「他者や自分を危険にさらすこともあり、常に病院に部屋を準備しておく必要があった」などの発言を残している。
- 激しいドライビングスタイルだったのは事実で、他車をクラッシュの危険に晒すのを厭わない走りで、1936年のグランプリ・ド・ドーヴィルではマルセル・ルフー（英語版）と、1938年のグラン・プレミオ・ディ・トリポリではラズロ・ハートマン（英語版）とレース中に接触事故を起こし、それぞれ相手を死に追いやっている。
- F1での最後の勝利となった1953年ドイツグランプリは、昭和天皇の名代としてエリザベス2世の戴冠式に参列するなど、6ヶ月間の欧米歴訪中だった当時19歳の皇太子明仁親王が台覧していた。レース終了後の表彰台で明仁親王がファリーナを祝福し握手を交わした際の写真が通信社を介して各国に配信されており、その時の模様を伝えている。明仁親王が自動車レースを観戦したのは、この1回のみである。

## レース戦績

### ヨーロピアン選手権
| 年     | エントラント               | シャシー                 | エンジン               | 1       | 2       | 3       | 4       | 5       | 6       | 7   | EDC  | ポイント |
| ------ | -------------------------- | ------------------------ | ---------------------- | ------- | ------- | ------- | ------- | ------- | ------- | --- | ---- | -------- |
| 1935年 | ジーノ・ローヴェレ         | マセラティ・6C-34        | マセラティ 3.7 L6      | MON Ret | FRA     | BEL     | GER     |         |         |     | 21位 | 51       |
| 1935年 | Dr. G. ファリーナ          | マセラティ・6C-34        | マセラティ 3.7 L6      |         |         |         |         | SUI 8   |         |     | 21位 | 51       |
| 1935年 | スクーデリア・スバルピーナ | マセラティ・V8RI         | マセラティ 4.8 V8      |         |         |         |         |         | ITA DNS | ESP | 21位 | 51       |
| 1936年 | スクーデリア・フェラーリ   | アルファロメオ・8C-35    | アルファロメオ 3.8 L8  | MON Ret | GER     | SUI Ret |         |         |         |     | 14位 | 26       |
| 1936年 | スクーデリア・フェラーリ   | アルファロメオ・12C 1936 | アルファロメオ 4.1 V12 |         |         |         | ITA Ret |         |         |     | 14位 | 26       |
| 1937年 | スクーデリア・フェラーリ   | アルファロメオ・12C-36   | アルファロメオ 4.1 V12 | BEL     | GER Ret | MON 6   | SUI Ret | ITA Ret |         |     | 7位  | 28       |
| 1938年 | アルファコルセ             | アルファロメオ・Tipo 312 | アルファロメオ 3.0 V12 | FRA     | GER Ret | SUI 5   |         |         |         |     | 8位  | 21       |
| 1938年 | アルファコルセ             | アルファロメオ・Tipo 316 | アルファロメオ 3.0 V16 |         |         |         | ITA 2   |         |         |     | 8位  | 21       |
| 1939年 | G. ファリーナ              | アルファロメオ・Tipo 316 | アルファロメオ 3.0 V16 | BEL Ret | FRA     | GER     |         |         |         |     | 13位 | 25       |
| 1939年 | アルファコルセ             | アルファロメオ・158      | アルファロメオ 1.5 L8  |         |         |         | SUI 7   |         |         |     | 13位 | 25       |

- 太字はポールポジション、斜字はファステストラップ。(key)

### 第2次世界大戦後のグランプリ・シーズン
| 年     | エントラント                     | シャシー             | エンジン                   | 1     | 2       | 3       | 4       | 5       |
| ------ | -------------------------------- | -------------------- | -------------------------- | ----- | ------- | ------- | ------- | ------- |
| 1948年 | ジュゼッペ・ファリーナ           | マセラティ・4CLT     | マセラティ 4CLT 1.5 L4s    | MON 1 | SUI Ret | FRA     |         |         |
| 1948年 | スクーデリア・フェラーリ         | フェラーリ・125      | フェラーリ 125 F1 1.5 V12s |       |         |         | ITA Ret |         |
| 1949年 | ジュゼッペ・ファリーナ           | マセラティ・4CLT/48  | マセラティ 4CLT 1.5 L4s    | GBR   | BEL Ret | SUI Ret |         |         |
| 1949年 | オートモビルズ・タルボ・ダラック | タルボ・ラーゴ・T26C | タルボ 23CV 4.5 L6         |       |         |         | FRA Ret |         |
| 1949年 | スクーデリア・ミラノ             | マセラティ・4CLT/48  | マセラティ 4CLT 1.5 L4s    |       |         |         |         | ITA Ret |

- 太字はポールポジション、斜字はファステストラップ。(key)

### F1
| 年     | エントラント            | シャシー | エンジン                   | 1        | 2       | 3       | 4       | 5       | 6       | 7       | 8     | 9       | WDC | ポイント |
| ------ | ----------------------- | -------- | -------------------------- | -------- | ------- | ------- | ------- | ------- | ------- | ------- | ----- | ------- | --- | -------- |
| 1950年 | アルファロメオ          | 158      | アルファロメオ 158 1.5 L8s | GBR 1    | MON Ret | 500     | SUI 1   | BEL 4   | FRA 7   |         |       |         | 1位 | 30       |
| 1950年 | アルファロメオ          | 159      | アルファロメオ 158 1.5 L8s |          |         |         |         |         |         | ITA 1   |       |         | 1位 | 30       |
| 1951年 | アルファロメオ          | 159      | アルファロメオ 158 1.5 L8s | SUI 3    | 500     | BEL 1   | FRA 5   | GBR Ret | GER Ret | ITA 3*  | ESP 3 |         | 4位 | 19 (22)  |
| 1952年 | フェラーリ              | 500      | フェラーリ 500 2.0 L4      | SUI Ret  | 500     | BEL 2   | FRA 2   | GBR 6   | GER 2   | NED 2   | ITA 4 |         | 2位 | 24 (27)  |
| 1953年 | フェラーリ              | 500      | フェラーリ 500 2.0 L4      | ARG Ret  | 500     | NED 2   | BEL Ret | FRA 5   | GBR 3   | GER 1   | SUI 2 | ITA 2   | 3位 | 26 (32)  |
| 1954年 | フェラーリ              | 625      | フェラーリ 625 2.5 L4      | ARG 2    | 500     |         |         |         |         |         |       |         | 8位 | 6        |
| 1954年 | フェラーリ              | 553      | フェラーリ 554 2.5 L4      |          |         | BEL Ret | FRA     | GBR     | GER     | SUI     | ITA   | ESP DNA | 8位 | 6        |
| 1955年 | フェラーリ              | 625      | フェラーリ 555 2.5 L4      | ARG 2+3† |         |         |         |         |         |         |       |         | 5位 | 10 1⁄3   |
| 1955年 | フェラーリ              | 625      | フェラーリ 555 2.5 L4      |          | MON 4   | 500     |         |         |         |         |       |         | 5位 | 10 1⁄3   |
| 1955年 | フェラーリ              | 555      | フェラーリ 555 2.5 L4      |          |         |         | BEL 3   | NED     | GBR     |         |       |         | 5位 | 10 1⁄3   |
| 1955年 | フェラーリ （ランチア） | D50      | ランチア DS50 2.5 V8       |          |         |         |         |         |         | ITA DNS |       |         | 5位 | 10 1⁄3   |
| 1956年 | バーダル （フェラーリ） | 500D     | フェラーリ 446 4.5 L6      | ARG      | MON     | 500 DNQ | BEL     | FRA     | GBR     | GER     | ITA   |         | NC  | 0        |

- 太字はポールポジション、斜字はファステストラップ。(key)
- * : 同じ車両を使用したドライバーに順位とポイントが配分された。（フェリーチェ・ボネット（英語版））
- † : ファリーナはマシンの乗り換えで2位（トランティニアンとゴンザレスとの共有車両）と3位（マグリオーリとトランティニアンとの共有車両）に入りそれぞれ入賞したため、獲得ポイントを各マシンのシェアした人数で等分された。

### ル・マン24時間レース
| 年     | チーム                   | コ・ドライバー     | 車両                                             | クラス | 周回数 | 総合 順位 | クラス 順位 |
| ------ | ------------------------ | ------------------ | ------------------------------------------------ | ------ | ------ | --------- | ----------- |
| 1953年 | スクーデリア・フェラーリ | マイク・ホーソーン | フェラーリ・340 MM ピニンファリーナ ベルリネッタ | S5.0   | 12     | DSQ       | DSQ         |

### スパ24時間レース
| 年     | チーム                   | コ・ドライバー       | 車両                                             | クラス | 周回数 | 総合 順位 | クラス 順位 |
| ------ | ------------------------ | -------------------- | ------------------------------------------------ | ------ | ------ | --------- | ----------- |
| 1935年 | スクーデリア・フェラーリ | エウジェニオ・シエナ | アルファロメオ・8C 2900A                         | Compr. | -      | DNF       | DNF         |
| 1953年 | スクーデリア・フェラーリ | マイク・ホーソーン   | フェラーリ・375 MM ピニンファリーナ ベルリネッタ | S      | 260    | 1位       | 1位         |

### ミッレミリア
| 年     | チーム                     | コ・ドライバー           | 車両                                     | クラス  | 総合 順位 | クラス 順位 |
| ------ | -------------------------- | ------------------------ | ---------------------------------------- | ------- | --------- | ----------- |
| 1934年 | スクーデリア・スバルピーナ | ルイージ・デラ・キエーザ | アルファロメオ・6C 1750                  | T2.0    | DNF       | DNF         |
| 1936年 | スクーデリア・フェラーリ   | ステファノ・メアッツァ   | アルファロメオ・8C 2900A                 | +2.0c   | 2位       | 2位         |
| 1937年 | スクーデリア・フェラーリ   | ステファノ・メアッツァ   | アルファロメオ・8C 2900A                 | S+2.0   | 2位       | 2位         |
| 1938年 | アルファコルセ             | ステファノ・メアッツァ   | アルファロメオ・8C 2900B                 | S3s/4.5 | DNF       | DNF         |
| 1940年 | -                          | パリデ・マンベッリ       | アルファロメオ・6C 2500 SS               | 3.0     | 2位       | 1位         |
| 1953年 | フェラーリ・Spa            | ルイジ・パレンティ       | フェラーリ・340 MM ツーリング スパイダー | S+2.0   | DNF       | DNF         |
| 1954年 | スクーデリア・フェラーリ   | ルイジ・パレンティ       | フェラーリ・375 Plus                     | S+2.0   | DNF       | DNF         |

### カレラ・パナメリカーナ
| 年     | チーム                   | コ・ドライバー | 車両                                             | クラス | 総合 順位 | クラス 順位 |
| ------ | ------------------------ | -------------- | ------------------------------------------------ | ------ | --------- | ----------- |
| 1952年 | スクーデリア・グアステラ | ビル・スピアー | フェラーリ・340 メキシコ ヴィニャーレ スパイダー | S      | DNS       | DNS         |

### カサブランカ12時間レース
| 年     | チーム                   | コ・ドライバー     | 車両               | クラス | 総合 順位 | クラス 順位 |
| ------ | ------------------------ | ------------------ | ------------------ | ------ | --------- | ----------- |
| 1953年 | スクーデリア・フェラーリ | ピエロ・スコッティ | フェラーリ・375 MM | S+2.0  | 1位       | 1位         |

### インディアナポリス500
| 年     | シャシー             | エンジン   | スタート | フィニッシュ | チーム   |
| ------ | -------------------- | ---------- | -------- | ------------ | -------- |
| 1956年 | カーティス・クラフト | フェラーリ | DNQ      | DNQ          | バーダル |